# Ischnomera okushimai
Ischnomera okushimai es una especie de coleóptero de la familia Oedemeridae.

## Distribución geográfica
Habita en Japón.